# Поцомађоре
Поцомађоре (итал. Pozzomaggiore) је насеље у Италији у округу Сасари, региону Сардинија.
Према процени из 2011. у насељу је живело 2712 становника. Насеље се налази на надморској висини од 433 м.

## Становништво
Према резултатима пописа становништва 2011. у општини је живело 2.717 становника.
| 1931. | 1936. | 1951. | 1961. | 1971. | 1981. | 1991. | 2001. | 2011. |
| ----- | ----- | ----- | ----- | ----- | ----- | ----- | ----- | ----- |
| 4.676 | 4.586 | 4.956 | 4.495 | 3.747 | 3.506 | 3.266 | 3.011 | 2.717 |